# Kawarau River
Kawarau River je novozélandská řeka, která vytéká z jezera Wakatipu nacházející se v regionu Otago na Jižním ostrově. Řeka obecně teče východním směrem na délce zhruba 60 km, než vtéká spolu s řekou Clutha do jezera Dunstan u města Cromwell. Ze severní strany se do Kawarau vlévá řeka Shotover a z jižní strany řeka Nevis.